# Ferdinand Jap A Joe
Ferdinand Jap A Joe (Paramaribo, Surinam, 13 de febrero de 1981) es un futbolista surinamés que juega en la posición de defensa. Su actual equipo es el Walking Bout Company, de la Primera división de Surinam.

## Carrera profesional
Jap A Joe comenzó su carrera en el SV Robinhood en la temporada 2000-01 y permaneció hasta 2009. Luego fue traspasado al Walking Bout Company, donde se desempeña en la actualidad.

## Selección nacional
Jap A Joe es internacional con la selección de Surinam habiendo jugado en 26 oportunidades (1 gol anotado). Participó en dos eliminatorias mundialistas (2002 y 2010).  También fue convocado para disputar la fase final de la Copa del Caribe 2001, jugando dos encuentros de la primera ronda.
Marcó su único gol internacional el 8 de septiembre de 2008, ante Dominica, en la fase de clasificación a la Copa del Caribe 2008.

## Palmarés

### Campeonatos nacionales
| N.º | Título           | Club                 | País    | Año/Temporada |
| --- | ---------------- | -------------------- | ------- | ------------- |
| 1   | Copa de Surinam  | SV Robinhood         | Surinam | 2001          |
| 2   | Supercopa        | SV Robinhood         | Surinam | 2001          |
| 3   | Primera división | SV Robinhood         | Surinam | 2004-05       |
| 4   | Copa de Surinam  | SV Robinhood         | Surinam | 2006          |
| 5   | Copa de Surinam  | SV Robinhood         | Surinam | 2007          |
| 6   | Supercopa        | Walking Bout Company | Surinam | 2009          |
| 7   | Copa de Surinam  | Walking Bout Company | Surinam | 2013          |